# Burra Ouest
Cet article possède un paronyme, voir Burra.
Burra Ouest, en anglais West Burra, est une île du Royaume-Uni située en Écosse, dans l'archipel des Shetland et faisant partie des îles Scalloway. Deux ponts la relie à Burra Est distante de quelques mètres à l'endroit le plus étroit et à Trondra, permettant ainsi de gagner Mainland.

## Géographie
Burra Ouest fait partie des îles Scalloway, un petit archipel du Sud-Ouest des Shetland, en Écosse, dans la mer de Norvège. Plus précisément, l'île est entourée par les îles de Trondra au nord-est, Green Holm et Papa au nord, Oxna au nord-ouest, South Havra au sud, Burra Est, Holm of Houss et Holm of Papil à l'est.
L'île, orientée dans le sens nord-sud, à une longueur de neuf kilomètres et est relativement étroite,. Le littoral, majoritairement rocheux, découpe plusieurs péninsules comme Atla Ness, Bruna Ness, Fugla Ness ainsi que Kettla Ness qui est en réalité une ancienne île rattachée à Bura Ouest par un tombolo. Les côtes sont généralement basses et forment parfois des plages de sable mais la côte Sud-Ouest orientée au grand large se compose de falaises parfois très découpées, formant alors des grottes, des arches naturelles, des stacks et des criques.
L'intérieur de l'île est vallonné, culminant à 56 mètres d'altitude au Virda, et quelques lochs se logent entre les collines. La végétation de l'île est uniquement formée de prés et de landes. Grâce à ses paysages, Burra Ouest, de même que le Sud-Ouest des Shetland, fait partie du Shetland National Scenic Area.

## Population, infrastructures et économie

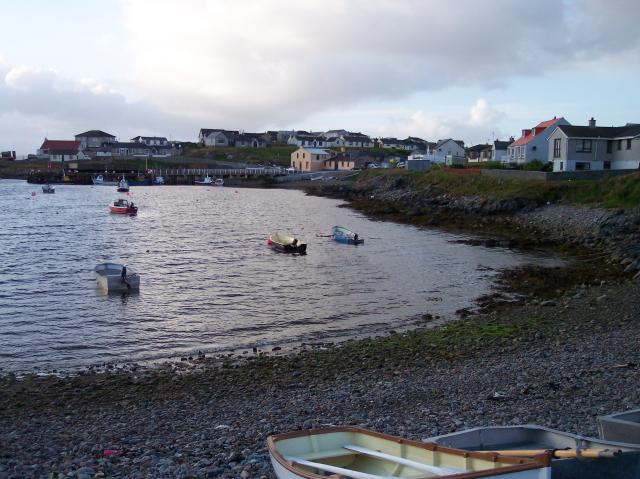
Le port de Hamnavoe.

La population de l'île est concentrée en quatre hameaux : Duncansclett et Papil dans le Sud, Bridge End dans le centre et Hamnavoe, le plus grand, dans le Nord de l'île,. Hamnavoe a été construit à partir de 1850 autour d'une jetée dans la baie de Hamna Voe, compte aujourd'hui environ 150 foyers et possède une école, une boutique, un bureau de poste, une église et une salle commune,. L'école, qui accueillait 100 élèves en 1991, n'en compte plus que 60 en 2001. À 2,4 kilomètres au sud se trouve Bridge End qui compte environ 70 foyers éparpillés autour du croisement des routes de Burra Ouest et de Burra Est. Le hameau compte un monument aux morts, un port, trois églises et une salle commune.
Une route relie les hameaux entre eux et permet d'accéder à Burra Est à partir de Bridge End et à Trondra puis Mainland depuis Hamnavoe. Un service d'autobus relie deux fois par jour Hamnavoe à Scalloway et Lerwick. Le patrimoine historique et architectural de Burra Ouest est notamment représenté par quatre cairns, cinq foyers du Néolithique, un menhir et une pierre gravée retrouvée à Papil et conservée au musée des antiquités d'Édimbourg.
La majorité des habitants vivent du tourisme, de l'agriculture, de l'élevage de moutons, de la pêche, de l'aquaculture de saumon (élevage et conditionnement dans une usine à Hamnavoe) et de l'usine d'aluminium et du fabricant de jouets situés à Bridge End.